# Bandera de Buganda
Buganda ha tingut diverses banderes al llarg de la seva història recent.
La primera bandera fou vermella llisa inspirada en la del soldà de Zanzíbar, que fou adoptada per Mutesa I vers 1860 o abans, i va durar fins al 1861 quan el rei (kabaka) hi va afegir una franja vertical blanca a la part del pal. Aquesta bandera va durar fins al 1876 o 1877 quan es va adoptar una bandera de tres franges verticals, blanca, vermella i blava, amb dos forques blanques al vol. Encara que s'atribueix aquest disseny a la influència dels missioners francesos, no consta que haguessin arribat abans de 1877 quan la bandera ja estava en ús. El rei va tornar a caure sota influència dels musulmans el 1881 i l'anterior bandera va tornar a estar en ús, però no va durar molt de temps, perquè mort Mutesa I el 1884 la bandera amb els colors francesos va retornar. No gaire temps després però, el nou rei Mwanga tornava a estar sota influència musulmana i utilitzava altre cop la bandera vermella amb franja blanca al pal. Després dels fets de l'abril de 1888 els musulmans van proclamar rei a Mutebi II Kiwewa, germà gran de Mutesa, encara sota la bandera blanca amb franja vermella. Però Mutebi II no va acceptar l'islam i va restaurar els cultes tradicionals, el que li va costar ser deposat i ser substituït pel seu mig germà Kalema, que va expulsar a tots els cristians. El 1888 va demanar una nova bandera al soldà de Zanzibar però si va tenir alguna resposta no és coneguda.
Mentre Mwanga va formar una aliança de cristians i tradicionalistes, i va atacar la capital l'octubre de 1889. Els musulmans van fugir cap al regne de Bunyoro i Mwanga fou restaurat, encara que no va tardar a barallar-se altre cop amb els cristians. Mwanga havia demanat ajut a la Companyia Imperial Britànica de l'Àfrica Oriental, i el seu administrador li va enviar una bandera de la companyia, probablement el pavelló blau, que fou adoptada per Mwanga com a bandera del regne el 15 de desembre de 1889. El tractat germano-britànic de l'1 de juliol de 1890 va confirmar a Uganda com a zona d'influència britànica i el protectorat administrat per la Companyia Imperial.
Tot seguit foren els missioners catòlics, representants dels interessos francesos, i els anglicans, representants dels interessos britànics, els que van tractar d'imposar el seu partit dins la cort. El 15 de juliol de 1891 el rei Mwanga va adoptar una nova bandera, vermella (to fosc) amb un escut blanc i dues llances blanques creuades. La lluita entre les dues faccions va esclatar el 25 de gener de 1892. L'administrador militar de la companyia, Lugard, va donar suport als anglicans que es van imposar i la guerra civil va acabar amb el tractat de 23 de març de 1892 en el qual el rei quedava obligat a adoptar la bandera de la Companyia Imperial pel seu regne. El model de 1891 apareix dibuixat el 1892 una mica diferent amb l'escut en posició vertical i les llences al darrere.
Un emblema fou adoptat per Mwanga II vers 1893 però no es va utilitzar de moment en bandera: un lleó ajagut i sobre ell un escut darrere del qual dues llances creuades. Després del 1900 el regne va adoptar una bandera amb tres franges verticals blava, groga i blava, simbolitzant el cel (blau) i la fertilitat (groc) i la proporció era 14:33. L'emblema fou col·locat al mig, sent la franja central una mica més estreta, (5:4:5). Aquesta bandera no és clara, ja que segons Karl Fachinger la proporció de la bandera era 9:17 i les franges es distribuïen en 7:3:7, assenyalant la franja central com a blanca. Es va adoptar també un estendard reial de color marró amb l'emblema daurat brodat al centre i les lletres M (al costat de l'emblema a la part del pal) i II (al costat de l'emblema a la part del vol) lletres que tenien al seu entorn un filet negre; la proporció era 1:2 o propera.
Quan el president d'Uganda Yoweri Museveni va restablir el Regne de Buganda el 1993, el nou rei Mutebi II va adoptar una nova bandera similar a l'anterior, en proporció 2:3 i formada per tres franges verticals iguals: blava, blanca i blava, amb l'emblema daurat al centre.

## Galeria

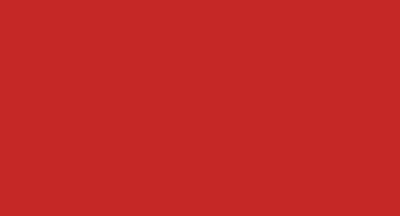
Bandera vers 1860 i potser el 1888
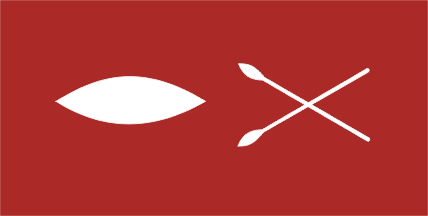
Bandera de 1891-1900, model 1891-1892
Bandera 1861-1876, 1882-1884 i vers 1886-1888
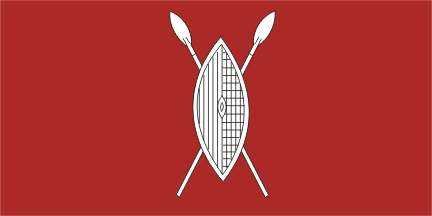
Bandera de 1891-1900, model 1892-1900
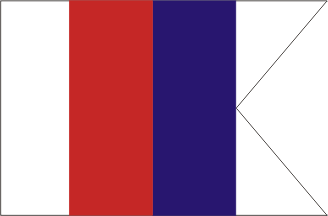
Bandera 1876-1882 i vers 1884-1886
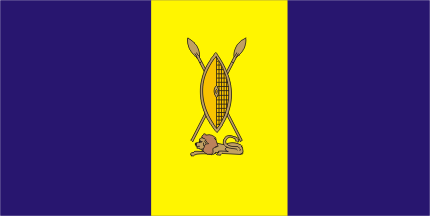
Bandera vers 1900-1963
Bandera 1861-1876
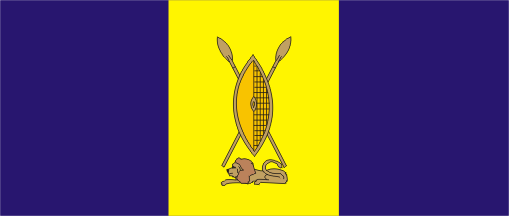
Bandera vers 1963-1993
Bandera 15 desembre 1889-1891
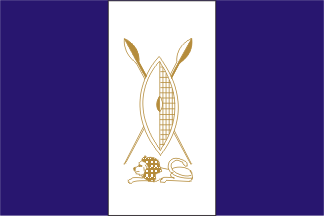
Bandera després de 1993